# Molendijk (Castricum)
Molendijk is een buurtschap en buurt in de gemeente Castricum, in de Nederlandse provincie Noord-Holland. Molendijk ligt aan de oostkant van Castricum, net ten noorden van Oosterbuurt.
De plaats is in vergelijking van de andere buurtschappen in de gemeente Castricum vrij laat ontstaan toen er een molen werd geplaatst bij de dijk. Op en om deze dijk ontstond een eigen buurtje. Een paar eeuwen lag het vrij los in het gebied van de andere plaatsen van Castricum. Ten noorden van Molendijk ligt Noord-End en ten zuiden het nog wat grotere gebied van de Oosterbuurt. Aan het eind van de 19e eeuw groeide de buurt en werd het ook als eigen buurtschap gezien.
In de loop van de 20e eeuw groeide het verderop gelegen Castricum vrij snel als opvangplaats voor de Randstad. Castricum slokte zo de verschillende buurtschappen op, waaronder dus ook Molendijk. Molendijk is zo onderdeel geworden van het dorp en wordt daarom niet altijd meer als eigen buurtschap gezien. Dit komt ook mede omdat Molendijk wordt gebruikt als buurtnaam voor het westelijke en noordwestelijke buitengebied van Molendijk. Het voormalige oostelijk buitengebied van de buurtschap, met een deel van de oorspronkelijke kern is een eigen buurt geworden. Dit wordt nu de Albert's Hoeve genoemd. Molendijk loopt over in de nieuwbouwrand van Oosterbuurt.
Er zouden verschillende molens op de dijk hebben gestaan, maar hiervan is niets meer te zien.
Dorpen: Akersloot · Bakkum · Bakkum-Noord · Castricum · Castricum aan Zee · Dusseldorp · Limmen · De Woude

Buurtschappen: Boekel · Duin en Bosch · Heemstee · Klein Dorregeest (deels) · Kogerpolder (deels) · Molendijk · Noord-End · Noord-Bakkum · Oosterbuurt · Oosterzij (deels) · Schulpstet · Starting · Stierop
Noord-Holland: Steden en dorpen      Nederland: Provincies · Gemeenten